# Leptoceletes dehiscens
Leptoceletes dehiscens är en skalbaggsart som först beskrevs av Green 1952.  Leptoceletes dehiscens ingår i släktet Leptoceletes och familjen rödvingebaggar. Inga underarter finns listade i Catalogue of Life.